# 포스탈 3
포스탈 3(Postal III)은 포스탈 시리즈의 세 번째이자 마지막 작품으로, '아켈라 (Akella)' 배급, '트래쉬마스터 (Trashmasters)'와 '러닝 위드 시저스 (Running with Scissors)' 공동 제작으로 만들어졌다. 2011년 11월 23일에 러시아에 먼저 출시하였고, 같은해 12월 21일에 전 세계 정식 출시 하였다. 밸브사의 소스 엔진을 사용하였다. 개발 초기에는 Catharsis라는 부제가 있었다.

## 게임플레이
포스탈 3은 '포스탈 시리즈'의 특성에 맞게 엽기적 이면서도 잔인한 특성을 가지고 있다. 플레이어는 마을을 돌아다니는 평범한 청년이 될 수도 있고, 또는 살인을 저지르는 살인마가 될 수도 있다. 포스탈 2 에서는 각 요일마다 특정 미션이 4~5개씩 주어지고, 그 미션을 자기가 순서를 직접 정해 깨는등 플레이어의 자유로운 플레이가 보장되었지만, 포스탈 3에서는 미션을 순서대로 깨며 가야한다. 이로 인하여 포스탈 2의 높은 자유도를 좋게 평가하였던 많은 게이머들의 비평을 사기도 하였다. 또한 포스탈 3 에서는 포스탈 2에서 와는 달리 잔인함이 줄어들었다. 포스탈 3에는 포스탈 2에 없던 운송수단 이였던 세그웨이가 등장한다. 포스탈 3에서는 론 제레미, 제니퍼 왈콧, 랜디 존스를 포함하여 우베 볼 같이 실존 인물들이 몇몇 등장한다. 포스탈 3의 주요 특징중 하나가 '선한길 또는 악한길(Good Path VS. Bad Path) 제도' 인데, 이는 플레이어가 선하게 행동하면 (예를 들어 경찰을 도와주는 등의 행동) '선한길'을 택하는 것이 되고, 플레이어가 악하게 행동하면 (예를 들어 은행 강도를 도와주는 행동) '악한길'을 택하게 되는 것이다. 플레이어가 선하게 행동하거나 악하게 행동하는 것은 게임의 결말에 중요한 영향을 끼친다.

## 기본 스토리
포스탈 3에서의 주인공은 다시 한번 '포스탈 듀드'라는 한 남성으로 플레이 한다. 듀드는 포스탈 2에서 '악몽같은' 대 종말 (Apocalypse) 을 맞고, 파라다이스 도시를 핵폭탄으로 날린 후에, 그는 파라다이스의 자매 마을인 카타르시스 (Catharsis) 로 이주를 하게 된다. 그러나 전 세계적 경제 대공황으로 인하여, 듀드는 기름 한통도 사지 못하여 마을에 갇히게 된다. 듀드는 직장을 찾고 여러 가지 엽기적인 일을 하며 마을을 탈출해야 한다.

## 주요 등장인물

### 포스탈 듀드
게임의 주요 플레이어로, 파라다이스를 떠나 카타르시스에 막 도착한 남성이다.

### 강아지 '챔프'
듀드의 핏불 애완견이다.

### 크로치
포스탈 2 이후로 게임 역사상 두 번째로 거대한 음낭을 연상시키는 옷을 입은 마스코트이다. 악한길 루트에서 게임의 중반 보스 역할을 하며 듀드와 재회해 최종 승부를 가리게 된다.

### '초모' 시장
카타르시스의 시장이다. 게임 도중 사실 그는 포르노 가게 주인 '론 제레미'의 변장인것이 밝혀진다. 선한길 루트에선 듀드를 배반한다. 그는 권총을 이용한다.

### 제니퍼 왈콧
포르노 배우이며, 포스탈 여자들의 리더이다. 하키 엄마들을 싫어하며, 듀드와 아군이다. 삽이나 자동샷건을 이용한다.

### 랜디 존스
게이 바이커들의 리더이며, 선한길 루트에선 듀드에게 생명을 구해지지만, 악한길에선 제거를 시도하나 실패하였고, 마지막에 데이브 삼촌과 초모시장, 오사마 빈 라덴을 제거하려고 한다.

### 우베 볼
영화를 만드는 영화감독이며, 영화를 매일 이상하게 만든다. 영화를 좋아하는 영화너드들에게 매일 걸리고 제거하거나 지킬수 있다.

### 데이브 삼촌
파라다이스 핵폭파에서 살아남은 또다른 인물로, 듀드와 친한 사람이며, 교회를 가지고 있다. 카타르시스엔 자신만의 놀이공원을 가지고있다. 선한길 루트에선 듀드를 배반한다. 그는 M-16을 이용한다.

### 오사마 빈 라덴
알 케이다의 리더이며 초모시장을 언제나 제거하려고 한다. 선한길 루트에선 후에 제거하므로, M-60을 이용한다.

### 덧치백 중위
경찰이며 선한길 루트에선 듀드에게 많은 미션을 준다.

### 경찰
선한길 루트에서 듀드의 편을 들어준다. 범죄를 해결하며 권총, M-16, 샷건, 경찰 곤봉, 테이져 건(갖고있기만 하지 이용하지를 않는다.)을 이용한다.

### 스왓
선한길 루트에서 중반부에 듀드의 편을 들어준다. 범죄를 해결하며 권총, M-16, M-60을 이용한다.

### 알 카에다
포스탈 2에서도 등장한 테러리스트 집단이다. 리더는 오사마 빈 라덴이며 초모시장을 싫어한다. 선한길, 악한길에서 적군이며 권총, M-16, M-60, 샷건, 크로치 인형을 이용한다.

### 하키 엄마들
남편이 포르노나 자신들이 싫어하는 것들을 보거나 하는 것을 싫어하는 엄마들을 모아 만들어진 그륩의 일원들, 포르노 배우인 제니퍼 왈콧, 포르노 가게를 운영하는 론 제레미, 자신들을 제거하는 포스탈 듀드를 싫어한다.

### 민간인
카타르시스 마을에 거주하는 시민들이다. 체력이 매우 낮고 도망다니기 일쑤이다.

### '포스탈' 여자들
리더는 제니퍼 월콧이며 RWS사가 아는 여자들이다. 하키 엄마들을 싫어하며 선한길, 악한길에서 아군이다. 테이져 건, 권총, 삽, M-16, M-60을 이용한다.

### 이코-질럿
악한길 루트에서 듀드의 편을 들어준다. 리더는 '알'이며 권총, M-16, M-60, 샷건, 오소리-톱을 이용한다.

### 게이 바이커들
리더는 랜디 존스이며, 선한길 루트에선 아군이다. 권총, M-16, M-60을 이용한다.

### 베네수엘라군대
베네수엘라에서 카타르시스를 정복하러 온 군대이다.

### 우고 차베스
게임의 최종 보스이다. 베네수엘라의 대통령이며 게임 상에서 죽일때는 그의 3가지 무기(캐논, 게틀링건, 런쳐)를 모두 없애서 죽인다. 마지막 그의 시체에 듀드는 소변을 본다.

## 무기
어느 무기든지 기본적으로 E키를 누를시 발차기를 한다. (옵션에서 수정 가능) 추가로 본 목록은 실제 게임상의 무기 배열과 같다.

### 주먹
좌클릭: 공격, 우클릭: 방어

### 소변
좌클릭: 배설, 우클릭: 차지하여 배설

### 테이저 건
좌클릭: 발사, 우클릭: 전기를 모아서 발사
- 모아서 발사할 경우 누르고 있어야 한다.

### 페퍼스프레이
좌클릭: 후추 발사, 우클릭: 화염 발사

### 진공 청소기
좌클릭: 발사, 우클릭: 물체 흡입
- 흡입한 물체에 따라 발사할 물체가 결정된다.
- 좌클릭을 길게 누르면 물체가 더 강하게 더 멀리 발사된다.

### 캣닙스프레이
좌클릭: 발사, 우클릭: 흡입
- 흡입할 경우 화면의 색이 변하며 시간이 느려진다.

### 오소리-톱
좌클릭: 할퀴기, 우클릭: 방귀 또는 소변

### 레이저 펜
좌클릭: 레이저 발사, 우클릭: 손짓하기
- 원숭이와 강아지를 조종한다. 챔프도 조종 가능하다.

### 감염된 벌집
좌클릭으로 조준하여 우클릭으로 투척한다.

### 기름통
좌클릭: 휘발유 뿌리기, 우클릭: 성냥 뿌리기

### 삽
좌클릭: 내려치기, 우클릭: 베기

### 경찰 곤봉
좌클릭: 내려치기, 우클릭: 투척

### 못박힌 야구배트
좌클릭: 내려치기, 우클릭: 투척

### 망치
좌클릭: 내려치기, 우클릭: 돌리면서 치기

### 마체테
좌클릭: 베기, 우클릭: 던지기
- 던질경우 마치 부메랑처럼 돌아온다.
- 만약 게임이 마체테가 돌아올 경로를 계산하지 못할 경우 돌아오지 않고 플레이어가 직접 주워야 한다.

### 소방도끼
좌클릭: 베기, 우클릭: 돌리면서 치기

### 권총
좌클릭: 발사, 우클릭: 조준
- 조준을 하면서 발사하는 것이 권장된다. 물론 조준을 하지 않아도 발사할 수 있다. 단, 조준력이 떨어진다. 이는 아래 나열된 조준 가능한 모든 발사무기에 적용된다.

### 자동 산탄총
좌클릭: 발사, 우클릭: 조준

### M60
좌클릭: 발사, 우클릭: 조준

### M16
좌클릭: 발사, 우클릭: 조준

### 로켓 런처
좌클릭 또는 우클릭: 발사
- 누르고 있을 경우 모아서 발사할 수 있다.

### 수류탄
좌클릭: 조준, 우클릭: 투척
- 조준을 하지 않고 우클릭을 누를 경우 지뢰를 놓듯이 땅에 놓는데, 이를 NPC가 밟게되면 폭파한다. 언제든지 회수는 가능하다. 이는 아래 나열된 모든 투척 가능 무기에 적용된다.

### 몰로토브 칵테일 (화염병)
좌클릭: 조준, 우클릭: 투척

### 크로치 인형
좌클릭: 조준, 우클릭: 투척

### 고양이
좌클릭: 조준, 우클릭: 투척
- 지뢰 기능은 없다.
- 고양이가 NPC 몸에 붙은 부위에 따라 NPC몸이 절단된다.

### '도우미' 원숭이
좌클릭: 조준, 우클릭: 투척
- 지뢰 기능은 없다.

### 방귀 발사기
좌클릭: 발사?, 우클릭: ?
- 러시아 버전 예약 구매자들 에게만 주어지는 특수 무기이다.

## 미션

### 경로 선택 전

#### 파라다이스 꿈의 다리
이곳에서는 기본적인 움직임이나 키 조작 공격 방법을 배운다. 포스탈 2 아포칼립스 위켄드의 후반부 미션인 '다리' 미션의 리메이크 버전이다.

#### 포르노 월드
론 제레미라는 남성에게서 돈을 받기로 하는 대신 정액이 묻은 휴지를 청소하는게 목적이다. 청소 도중 '하키 엄마'들이 쳐들어와 가게를 박살낸다. 수는 총 12명인데, 듀드는 그녀들을 무찌르게 된다.

#### 병든 고양이들
가게가 파괴되어 돈을 못받게 되는 대신 청소기를 받고, 한 노인에게서 고양이 15마리를 갖다주면 돈을 주겠다고 하여 고양이를 찾아 나선다. 3마리의 고양이를 모으면 일본인들이 공격을 하게 된다.

#### 젠 왈콧의 보디가드
문제의 고양이를 요청한 노인은 경찰에게 잡히고 듀드는 또다시 돈을 받지 못하였다. RWS사의 사장인 빈스는 듀드에게 제니퍼 왈콧이란 여성을 소개해주고 그녀를 보호해주면서 일을 하게 된다. 하지만 하키엄마들이 백화점을 공격하자 듀드는 제니퍼와의 약속인 아무도 죽이지 말기를 약속하며 하키 엄마들을 상대한다. (그녀들을 죽이는 즉시 경찰이 출동해 경찰과 하키엄마들을 같이 상대해야만 한다.)

#### 은행 강도
듀드는 은행에 돈을 얻으러 간다. 그러나 이코-질럿 들이 은행을 털러 와 듀드는 갖히게 된다. 다행히 경찰도 출동한다. 이때 플레이어가 경찰을 살해하면 '악한길' 스토리가 진행된다. 이코-질럿을 죽이면 '선한길' 스토리가 진행된다. 악한길 스토리에선 끝에 경찰 헬리콥터가 출동한다, 경찰, 이코-질럿 둘다 살해하면 둘다 상대해야 하지만 경찰 헬리콥터를 폭파시키면 '악한길'스토리가 진행된다.

### 악한길
이 악한길 에서는 전 은행강도 미션서 듀드가 이코-질럿 편을 들어 경찰을 죽이게 되면 나오는 미션들이다.

#### 질럿을 만나다
듀드는 3000개의 사과를 모으면 돈을 주겠다 약속한 이코-질럿에 말에 따라 사과를 모으기 시작한다. 사과를 20개정도 모았을 때 탈레반들이 오소리-톱을 뺏기 위하여 침입한다.

### 선한길
이 선한길 에서는 전 은행강도 미션서 듀드가 경찰 편을 들어 이코-질럿을 죽이게 되면 나오는 미션들이다.

#### 경찰 학원
듀드는 카타르시스 경찰부대들에게 고용되고 연습을 한다, 그때 호모들이 들어와 경찰서를 털기 시작한다, 더치백 중위를 도와 각 4곳의 장소에서 경찰들을 보호, 호모들을 제거해야 한다, 4곳에서 모두 제거하면 더치백 중위와 함께 지정된 장소로 간다. 그때 듀드는 더치백 중위의 비밀방을 찾게되고 혼을 맞게 된다.

#### 우베 볼의 경력을 지켜라
듀드는 순찰미션 후의 탈레반을 다 제거하면 영화 너드들이 우베 볼에게 더 이상 이상한 영화를 만들지 말라며 죽일려 한다, 듀드는 2가지 선택이 있다. 우베볼을 지키거나 제거하는 것. 우베 볼을 지킬려면 테이저 건이나 페퍼 스프레이를 이용해 너드들을 체포하거나 기절시켜야 한다, 우베 볼을 총이나 무기로 제거해야 한다. 지키면 우웨 볼이 듀드보고 자신을 망쳤다며 원망한다, 우베 볼의 직원은 스크립트가 찢어졌다고 하자, 우베 볼은 듀드를 그냥 제치고 화내면서 길을 건너간다, 제거하면 너드들은 듀드를 환호하지만, 자신을 죽일수도 있다면서 듀드를 제거하려 든다. 그때 너드들도 다 제거하면 된다.

#### 아케이드 사격장
게임을 좋아하는 '너드'들은 게임장을 정복해 경찰과 싸우고 있었다. 더치백 중위는 나오라고 하지만 너드들은 게임에 미쳐 자신이 경찰들을 다 죽일수 있을꺼라 믿었다. 하키 엄마들은 너드와 같이 경찰을 죽인다. 하지만 듀드가 와 포스탈 베이비들과 제니퍼 왈콧, 게임장 주인인 세르게이가 게임장 안으로 쳐들어가 너드와 하키 엄마들을 제거했다. 다 제거하고 세르게이는 그만 경찰일을 그만두고 자신과 일하자고 하자, 듀드는 이곳은 망했고, 생각해보겠다며 그냥 갔다.

#### 조국 지키기
멕시코인으로 변장한 알 카에다가 카타르시스로 침입하는 것을 막는다, 알 카에다 테러리스트들을 다 제거하면 알 카에다가 마을을 점령하고있다, 알카에다를 제거해서 마을을 지켜야 한다.

#### 이코 질럿 HQ 폭행
순찰을 끝내고 모든 이코-질럿을 제거한 듀드는 자신이 발견한 지도를 더치백중위에게 주고 스왓들의 청소부로 승진한다. 듀드는 청소를 하는데 더치백중위가 한번 그 지도로 가서 스왓들과 같이 이코-질럿을 제거해야한다고 했다. 듀드는 스왓으로 또 승진하고 이코-질럿을 제거하러 간다. 다 제거하면 건물의 문이 열리는데 베란다에는 이코-질럿의 두목, 알이 있다. 그를 체포하면 미션이 끝난다. 그를 제거하면 선함/악함 미터가 악함으로 된다. 경찰을 죽여도 그렇게 된다. 그리고 듀드는 의 경비원이 된다.

#### 모터케이드
초모시장은 듀드가 성난 코뿔소를 죽인거에 대해 감탄하여 그의 보디가드가 되라고 제안한다, 듀드는 받아들이고 세그웨이를 타며 데이브 삼촌의 데이브 놀이공원이라는 놀이공원까지 탈레반을 제거하며 가야한다. 총 3번의 로딩을 하고 따른 경비원들도 있다. 그들은 탈레반을 제거하지 않는다. 론이 제거당하면 미션실패가 된다. 놀이공원에 도착하면 오사마는 시장에게 화나게 되고, 시장은 듀드보고 놀이공원을 구경하라 한다. (사실 구경은 못하고 다음챕터로 넘어간다.)

#### '경찰' 데이브 놀이공원
초모시장을 지킨 듀드는 시장이 연설하는도중에 다시한번 경비를 맡게된다. 하지만 시장이 포르노월드의 사장이란것이 들통나고, 그들의 야한 동영상이 유출된다. 오사마는 데이브와 시장에게 화가 나 플루토늄으로 공원을 박살낼꺼라 했지만, 데이브는 경비를 부른다. 듀드는 경찰에 온지 오래되었고, 데이브와 시장, 오사마를 배신하게 된다. 랜디 존스와 제니퍼 왈콧도 와서 체포하려고 하지만, 데이브와 시장, 오사마는 서로 협동하고 도망간다. 듀드는 이제 그들을 쫓아가야 한다, 마을 중심부로 가면 하키 엄마들이 많이 몰려있어서, 데이브와 시장, 오사마가 플루토늄으로 그들을 폭발시키려 했다. 그러나 사실은 플루토늄은 오줌이였고, 그 셋은 그냥 듀드를 제거하기로 한다, 이제 론 제레미와 오사마 빈 라덴, 데이브 삼촌을 제거해야 한다. 론은 권총을, 오사마는 M-60기관총을, 데이브는 M-16을 가지고 있다. 그 셋을 제거하면 듀드는 챔프를 발견하게 되고, 그 둘은 마을을 빠져나가려 한다.

#### 또다시 종말이다!
챔프와 듀드는 베네수엘라가 군대를 이끌어 카타르시스를 정복할려는걸 알아채고, 카타르시스를 빠져나가기로 한다. 한편, 알이 탈옥해 동물들을 풀어 군대를 제거하려 하지만, 우고 차베스의 탱크에 의해 제거된다. 듀드는 베네수엘라 군대를 제거하면서 나가간다. 한편 맵에는 자꾸 총알과 총이 보급된다, 모든 것이 시작된 (게임) 포르노월드 근처에 가면, 우고가 탱크와 군대들을 이끌어 듀드를 완전히 제거하려 한다, 듀드는 보스싸움이 싫다면서 결국엔 우고를 제거할려 한다. 우고의 탱크는 3가지로 이루어져있다. 캐논을 제거할려면 로켓런쳐를 이용해서 탱크의 중간을 맞춘다. 그러면 우고는 캐논을 사용 못하게 된다. 게틀링건은 총이 달려있는 것으로 추정하는 곳을 쏘면 제거가능이다. 그러면 우고는 총을 못쏘게 되지만, 베네수엘라 군대가 M-16, M-60 등을 이용하니 조심해야 한다. 런쳐는 탱크의 어느 한 네모난 부분을 공격하면 제거가능이다, 3개 다 제거하면 우고는 탱크안에서 터져 죽게된다. 듀드는 우고에게 오줌을 배설하고 자신의 차로 챔프와 함께 간다.

### 엔딩

#### 선한길
듀드는 카타르시스를 베네수엘라로부터 구한 공로를 인정받아 미국의 대통령이 된다. 제니퍼 왈콧은 영부인이 되고 '챔프'는 부통령이 된다. 듀드는 백악관을 판자촌과 비교하며 결국에는 세계를 핵폭탄으로 날리게 된다.

#### 악한길
오사마와 데이브, 초모 시장은 하키맘들에게 적발당해 엽기적인 죽음을 맞이하고, 듀드도 결국 경찰들에게 사형당하고 만다. 듀드는 천국에 올라가게 되는데, 신으로부터 추방당하게 된다. (신은 듀드를 구원하고 싶었지만 자기가 불교인이 아니라서 지옥으로 추방하겠다고 한다.) 듀드는 '이터널 뎀네이션'으로 떨어지게 된다.

#### 예수
만약 플레이어가 게임에서 한명도 사살하지 않으면, 이 엔딩을 얻게 된다.

## 출시
포스탈 3은 러시아에 2011년 11월 23일 최초로 출시되었다. 배급사인 '아켈라'가 러시아 회사이고, 러시아에는 그리 심한 검열 제도가 없는 것이 이유였다. 게임은 2011년 12월 21일에 게임 플랫폼 스팀을 통하여 전 세계 정식 출시할 예정이였다. 그러나 알 수 없는 이유로 스팀은 판매를 중단하였고 나중에는 게임 목록에서 포스탈 3을 지웠다. 게임은 다이렉트2드라이브, 게임 플라이 또는 러닝 위드 시저스 공식 홈페이지를 통해 구입은 가능하였지만 스팀 에서만 작동하였다. 그러나 2012년 12월 21일부터 스팀은 39.95달러로 포스탈 3 판매를 다시 시작하였다.

## 비평
포스탈 3은 전작인 포스탈 2에서와 같이 잔인함 또는 노골적인 정치 비판을 포함한 기타 사유로 인하여 많은 혹평을 받았다. 메타크리틱에서는 25/100점, 게임스팟에서는 3/10점, 그리고 게임 인포머에서는 '수많은 오류와 적절치 못한 게임 플레이'를 예로 들며 최하점인 1점을 주었다. 약간의 호응도 있었다. 오리지널 게이머에서는 7.5/10점을, 그리고 QJ.net에서도 '여태껏 해보지 못했던 게임'이라는 좋은 평가를 받았다.

## 평가
| 평가 |        |
| --- | ------ |
| 통합 점수 통합사 점수 메타크리틱 24/100 [ 1 ] 평론 점수 평론사 점수 게임 인포머 1/10 [ 2 ] 게임스팟 3/10 [ 3 ] |        |
| 통합 점수 |        |
| 통합사 | 점수   |
| 메타크리틱 | 24/100 |
| 평론 점수 |        |
| 평론사 | 점수   |
| 게임 인포머 | 1/10   |
| 게임스팟 | 3/10   |